# In Your Wildest Dreams
In Your Wildest Dreams è una canzone scritta da Mike Chapman e Holly Knight, prodotta da Trevor Horn e registrata in duetto da Tina Turner e Barry White nel 1996. Il brano fu inserito nell'album della Turner Wildest Dreams in una versione in cui la cantante era accompagnata dall'attore Antonio Banderas. Quando il brano fu pubblicato come singolo la canzone fu adattata ad un duetto fra la Turner e Barry White.

## Tracce
Singolo CD maxi
1. In Your Wildest Dreams (feat. Barry White) – 3:58
2. Better Be Good to Me – 3:39
3. Nutbush City Limits (The 90's Version) – 3:44
4. In Your Wildest Dreams (Joe Remix) – 4:49

## Classifiche
| Classifica (1996) | Posizione più alta |
| ----------------- | ------------------ |
| Austria           | 2                  |
| Paesi Bassi       | 77                 |
| Belgio            | 18                 |
| Nuova Zelanda     | 22                 |
| Regno Unito       | 32                 |
| Billboard Hot 100 | 101                |
| US R&B            | 34                 |
| US Dance          | 38                 |